# Górki (gmina w województwie łódzkim)
Górki – dawna gmina wiejska istniejąca do końca 1924 roku w woj. łódzkim. Siedzibą władz gminy były Górki.
Za Królestwa Polskiego gmina Górki należała do powiatu łodzińskigo (łódzkiego) w guberni piotrkowskiej. 19 maja?/31 maja 1870 do gminy przyłączono pozbawiony praw miejskich Tuszyn (od 1924 znów samodzielne miasto).
W okresie międzywojennym gmina Górki należała do powiatu łódzkiego w woj. łódzkim. Składała się z miejscowości: Bądzyń (wieś), Dylew (wieś), Górki Duże (wieś), Górki Małe (wieś i folwark), Szczukwin (wieś i leśnictwo), Tążewo (wieś i kolonia), Tuszynek Poduchowny (wieś), Wacławów (wieś), Władysławów (wieś), Wola Kazubowa (wieś i kolonia) i Wola Polska (wieś) oraz osada Tuszyn.
1 stycznia 1924 z gminy Górki wyłączono osadę Tuszyn i utworzono z niej odrębne miasto Tuszyn. Ludność gminy zmniejszyła się tym samym o 3451 mieszkańców (z 5694 do 2243) przez co gmina straciła sens bytu. I tak rok później, 1 stycznia 1925, gmina Górki została zniesiona, a z jej obszaru (oraz z większej części obszaru zniesionej gminy Żeromin) utworzono nową gminę Kruszów.
W ostatnim roku jej bytu (1924), t.zn. po odzyskaniu przez miasto Tuszyn samodzielności, charakterystczną cechą było położenie na obszarze gminy Górki eksklawy Tuszyna z miejscowoscią Niedas.